# San Vigilio (titolo cardinalizio)
San Vigilio (in latino Titulus Sancti Vigilii) è un titolo cardinalizio  istituito da papa Francesco il 12 novembre 2020 con la bolla Purpuratis Patribus.
Il titolo insiste sulla chiesa omonima, costruita nel 1990 in stile modernista su progetto dell'architetto Lucio Passarelli, situata nel quartiere Ardeatino. La parrocchia è stata eretta il 22 maggio 1968 con il decreto del cardinale vicario Angelo Dell'Acqua Quotidianis curis ed affidata prima al clero dell'arcidiocesi di Trento, poi al clero diocesano di Roma.

## Titolari
- Jose Fuerte Advincula, dal 28 novembre 2020